# Chrysopeleia purpuriella
Chrysopeleia purpuriella är en fjärilsart som beskrevs av Victor Toucey Chambers 1874. Chrysopeleia purpuriella ingår i släktet Chrysopeleia och familjen fransmalar. Inga underarter finns listade i Catalogue of Life.